# Автобан A480 (Німеччина)
Федеральний автобан 480 (A480, нім. Bundesautobahn 480) — автобан у Німеччині, що сполучає Гіссен і Вецлар. Це частина покинутого планування на A48.